# ميكفاه

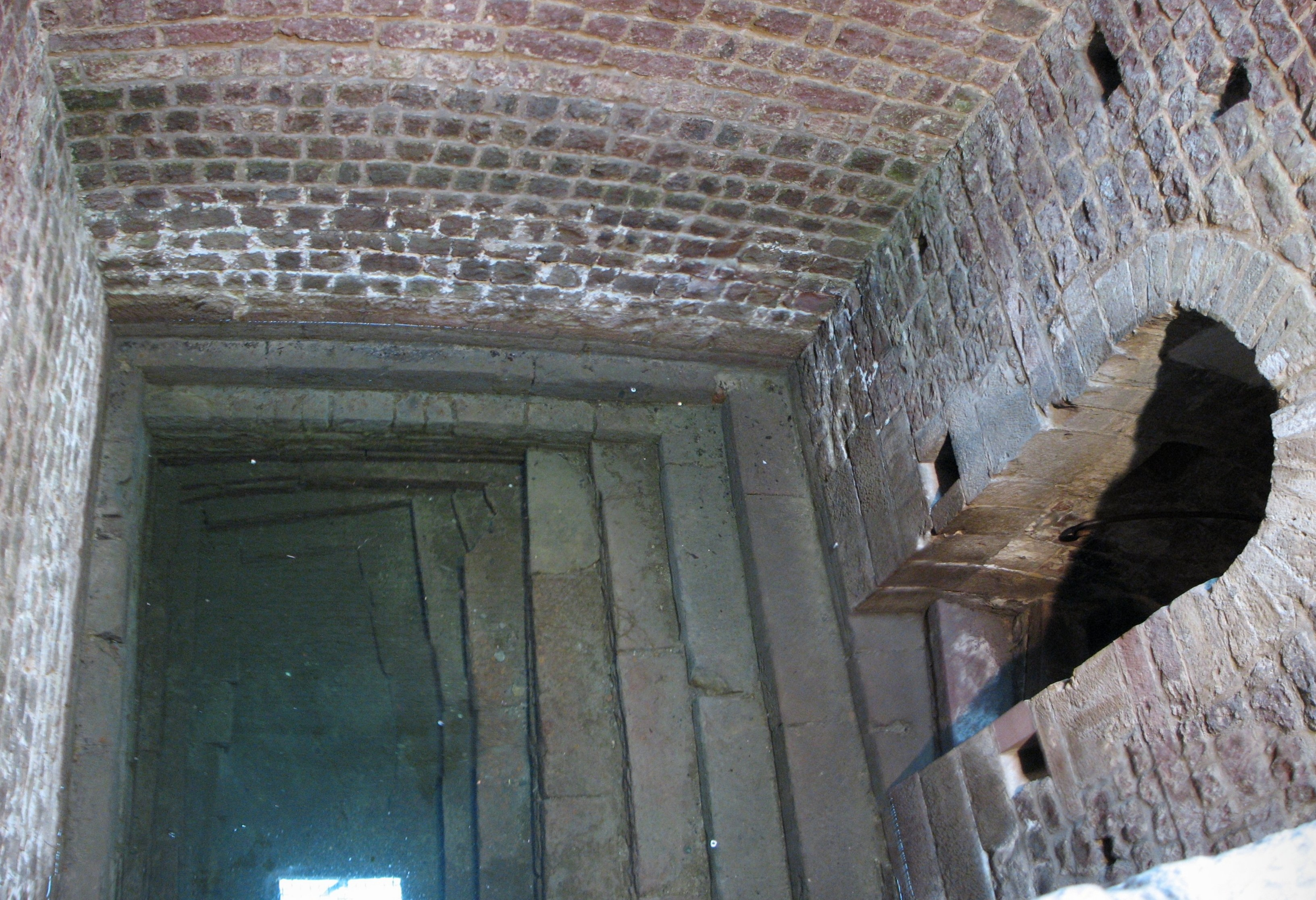
حوض ميكفاه يعود إلى العصور الوسطى في مدينة شباير الألمانية

ميكفاه (بالعبرية: מִקְוֶה / מקווה) نقحرة مقوّه. في الديانة اليهودية هو مكان مليء بالماء يستعمل من أجل الاستحمام التعبدي عند اليهود.
وردت كلمة ميكفاه في الكتاب العبري، وهي تتضمن معاني أشمل، ولكن غالباً ما تشير إلى تجمع مياه.
يعتقد اليهود أن الانغمار الكامل بالمياه من أجل الوصول إلى النقاء الطقوسي (وجوب الطهارة بعد وقوع حدث ما Tumah and taharah).
قبل القرن الأول الميلادي لا توجد هناك دلائل مكتوبة أو آثار تاريخية تعطي براهين على وجود حمامات الاغتسال الميكفاه من أجل الطهارة.

## اقرأ أيضاً
- يهودية